# Фальковский, Фёдор Николаевич
Фёдор Николаевич Фальковский (1874—1942) — русский писатель, драматург и театральный критик, ветеринар, один из создателей «Нового театра» в Петербурге.

## Биография
Из еврейской семьи. Учился в Харьковском ветеринарном институте. С 1894 года помещает в газетах рассказы, очерки, пьесы, вышедшие отдельными изданиями под заглавиями «Весёлые звуки», «Последний день», «Счастье наше», «Ложь». В 1903 году в Санкт-Петербурге поставлена первая пьеса Фальковского «Сон жизни». Дальнейшие пьесы Фальковского, большей частью примыкающие к новому символическому течению: «В огне», «Пробуждение», «Будни», «Глушь», с успехом шли в столицах и провинции.
В начале XX века наибольшей популярностью пользовалась пьеса Фальковского «Строители жизни», обошедшая почти все провинциальные сцены. В 1912 году Ф. Н. Фальковский поставил в Петербурге на частной сцене пьесу «Веселая история».
Стал одним из создателей «Нового театра» в Петербурге. В декабре 1913 года организовал театр-кабаре «Пиковая дама», который был закрыт в январе 1914 года ввиду финансовой несостоятельности. 
Будучи соседом Л. Н. Андреева по даче на Карельском перешейке, поддерживал с ним дружеские отношения, особенно после революции. В 1908 году в «Новом драматическом театре» Фальковского состоялась премьера пьесы Л. Н. Андреева «Дни нашей жизни». В 1916—17 годах Ф. Н. Фальковский был сотрудником «Русской воли». За несколько дней перед смертью Л. Н. Андреев с семьёй переехал на дачу Фальковского в Мустамяки, где и скончался.

## Публикации
- Фальковский Ф. Н. Предсмертная трагедия Леонида Андреева: (Из воспоминаний). — Прожектор, 1923. No 16, с. 27—30.